# Communauté de communes de l'Aire Cantilienne
La communauté de communes de l'Aire Cantilienne,  (CCAC) est une communauté de communes française du département de l'Oise en région Hauts-de-France créée en décembre 1994.

## Historique
La communauté de communes a été créée par un arrêté préfectoral du 26 décembre 1994.
La commune de Gouvieux fait partie à la communauté de communes depuis le 31 décembre 1998. Les communes de La Chapelle-en-Serval, Mortefontaine, Orry-la-Ville et Plailly l'ont rejoint au 1er janvier 2014,.
En 2018, des discussions s'engagent sous l'impulsion de l'État en vue de la fusion des communautés de communes de  l'aire cantilienne, des communautés de communes des pays d'Oise et d'Halatte  et de Senlis Sud Oise, malgré le refus exprimé par Patrice Marchand, maire (LR) de Gouvieux, qui estime que cette fusion rendrait applicable aux communes de la nouvelle intercommunalité les obligations de création de logements sociaux prévus par l'article 55 de la loi relative à la solidarité et au renouvellement urbains (Loi SRU), soit, selon lui, plus de 2 200 logements sociaux, répartis entre les villes aisées de Gouvieux, Coye-la-Forêt, Lamorlaye et Orry-la-Ville, et « d’un côté, il y a les communes les plus riches, qui dépensent le plus. De l’autre, le nivellement des services se réalisera fatalement par le haut et induira des charges supplémentaires pour les moins aisées ».

## Territoire communautaire

### Géographie
La communauté de communes de l'aire cantilienne se compose notamment des cinq des six communes de l'ancien canton de Chantilly et d'une commune du canton de Senlis, celle d'Avilly-Saint-Léonard.

### Composition
La communauté de communes est composée des 11 communes suivantes :

| Nom                   | Code Insee | Gentilé         | Superficie (km2) | Population (dernière pop. légale) | Densité (hab./km2) |
| --------------------- | ---------- | --------------- | ---------------- | --------------------------------- | ------------------ |
| Chantilly (siège)     | 60141      | Cantiliens      | 16,19            | 10 740 (2022)                     | 663                |
| Apremont              | 60022      | Apremontais     | 13,62            | 638 (2022)                        | 47                 |
| Avilly-Saint-Léonard  | 60033      | Avillois        | 11,96            | 866 (2022)                        | 72                 |
| La Chapelle-en-Serval | 60142      | Capellois       | 10,81            | 3 109 (2022)                      | 288                |
| Coye-la-Forêt         | 60172      | Coyens          | 6,96             | 3 868 (2022)                      | 556                |
| Gouvieux              | 60282      | Godviciens      | 23,25            | 8 934 (2022)                      | 384                |
| Lamorlaye             | 60346      | Morlacuméens    | 15,34            | 9 097 (2022)                      | 593                |
| Mortefontaine         | 60432      | Mortefontainois | 15,29            | 859 (2022)                        | 56                 |
| Orry-la-Ville         | 60482      | Orrygeois       | 12,1             | 3 519 (2022)                      | 291                |
| Plailly               | 60494      | Plelléens       | 16,25            | 1 791 (2022)                      | 110                |
| Vineuil-Saint-Firmin  | 60695      | Vinoliens       | 7,78             | 1 399 (2022)                      | 180                |

### Démographie
| 1968   | 1975   | 1982   | 1990   | 1999   | 2009   | 2014   | 2020   |
| ------ | ------ | ------ | ------ | ------ | ------ | ------ | ------ |
| 28 498 | 33 930 | 38 576 | 43 050 | 43 214 | 45 393 | 44 765 | 44 588 |

## Organisation

### Siège
Le siège de la communauté de communes est à Chantilly, 73, rue du Connétable.

### Élus
La communauté de communes de l'aire cantilienne est administrée par son conseil communautaire, composé pour la mandature 2020-2026 de 41 conseillers municipaux de chaque commune membre, répartis en nombre sensiblement proportionnel à leur population de la manière suivante : 

- 8 délégués pour Chantilly et Gouvieux ; 

- 3 délégués pour La Chapelle-en-Serval et Orry-la-Ville ;

- 2 délégués pour Vineuil-Saint-Firmin, Plailly ;

- 1 délégué ou son suppléant pour les autres communes.
Au terme des élections municipales de 2020 dans l'Oise, le conseil communautaire renouvelé a réélu son président, François Deshayes, maire de  de Coye-la-Forêt, et ses spt vice-présidents, qui sont : 
1. Isabelle Wojtowiez, maire de Chantilly, chargée des transports et de la mutualisation ;
2. Nicolas Moula, maire de Lamorlaye, chargé des finances et du développement économique ;
3. Corry Neau, première maire-adjointe de Vineuil-Saint-Firmin, conseillère départementale de Senlis, chargée de l'environnement et de la transition écologique ;
4. Daniel Dray, maire de La Chapelle-en-Serval, chargé de l'aménagement du territoire et du service aux habitants ;
5. Éric  Aguettant, maire-adjoint d'Apremont, chargé du tourisme et de l'attractivité du territoire ;
6. Nathanaël Rosenfeld, maire d'Orry-la-Ville, chargé de la communication et de l'administration numérique ;
7. Manoëlle Martin, élue de Gouvieux, vice-présidente du conseil régional, chargée des travaux et des infrastructures.

### Liste des présidents
| Période      | Période                        | Identité          | Étiquette | Qualité |
| ------------ | ------------------------------ | ----------------- | --------- | --- |
| 1995         | juillet 2017                   | Éric Woerth       | UMP       | Député de l'Oise (4e circ.) (2002 → 2004, 2005 → 2007 et 2010 → ) Maire de Chantilly (1995 → 2017). Secrétaire d'État (2004 → 2005). Ministre (2007 → 2010) Démissionnaire à la suite de sa réélection comme député. |
| juillet 2017 | En cours (au 1er février 2022) | François Deshayes | DVD       | Maire de Coye-la-Forêt (2014 → ) Réélu pour le mandat 2020-2026 |

### Compétences
La CCAC exerce les compétences qui lui ont été transférées par les communes membres, dans les conditions définies par le code général des collectivités territoriales; Il s'agit notamment de :
- Collecte et traitement des déchets des ménages et déchets assimilés : la CCAC est membre à ce titre du syndicat mixte de la Vallée de l'Oise pour le transport et traitement des déchets ménagers et assimilés
- aménagement : création de pistes cyclables
- Action de développement économique  : la CCAC participe et soutient financièrement le GIP « Initiative pour un Développement Durable de Chantilly » pour la modernisation et le réaménagement de l'hippodrome de Chantilly.
- Construction ou aménagement, entretien, gestion d'équipements ou d'établissements sportifs : à ce titre, construction de la piscine intercommunale dont la gestion a été confiée à la société Récréa.
- Établissements scolaires : participation financière à la réhabilitation des 3 collèges du territoire menée par le conseil général de l'Oise
- Sécurité : création d'un conseil intercommunal de sécurité et de prévention de la délinquance
- Tourisme
- Gestion d'une aire d'accueil des gens du voyage
- Gestion d'un centre de secours
- Gestion des services de transports en commun[12].

### Régime fiscal et budget
La communauté de communes est un établissement public de coopération intercommunale à fiscalité propre.
Afin de financer l'exercice de ses compétences, la communauté de communes perçoit une fiscalité additionnelle aux impôts locaux des communes, sans fiscalité professionnelle de zone (FPZ ) et sans fiscalité professionnelle sur les éoliennes (FPE).
Elle collecte également la taxe d'enlèvement des ordures ménagères (TEOM), qui finance ce service public.

## Projets et réalisations
Conformément aux dispositions légales, une communauté de communes a pour objet d'associer des « communes au sein d'un espace de solidarité, en vue de l'élaboration d'un projet commun de développement et d'aménagement de l'espace ».